# Le National (théâtre)
Pour les articles homonymes, voir Le National et Théâtre national.
Le National (anciennement le Théâtre National Français, puis le Théâtre National jusqu'en 2006) est l'un des plus anciens théâtres de Montréal (Québec). Il est situé au 1220 rue Sainte-Catherine, au coin de la rue Beaudry (métro Beaudry).

## Histoire

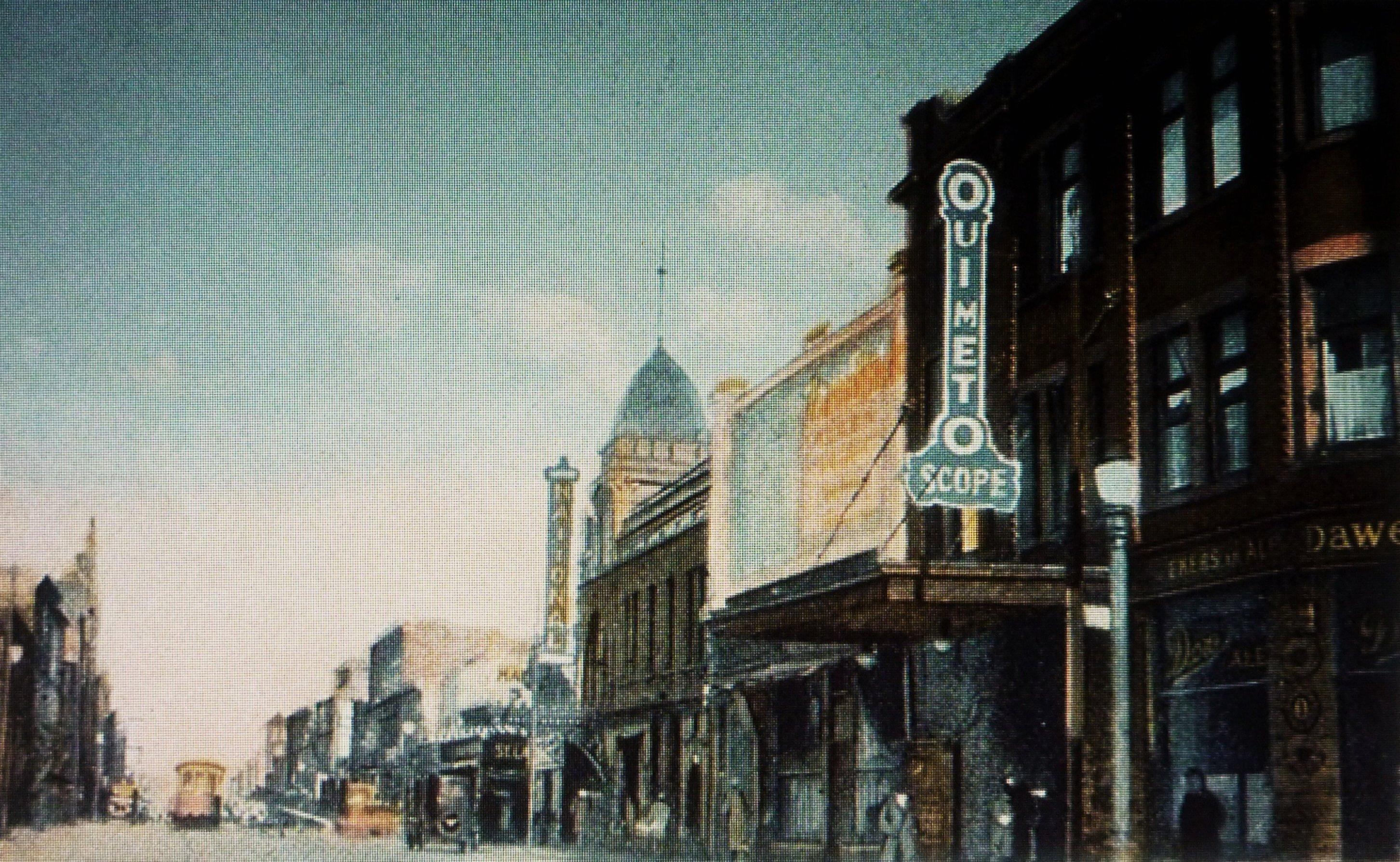
Le National vers 1910 avec le Ouimetoscope au premier plan

C'est le 12 août 1900 qu'est inauguré un des premiers théâtres professionnels construits par des francophones en Amérique : le Théâtre National Français. Situé en plein cœur de la partie française de la ville, il connaît des heures de gloire après un début difficile. Son  promoteur, Julien Daoust, rêve d'une scène nationale animée, pour l'essentiel, par des artistes nés ou immigrés au Canada et qui offrirait à la collectivité canadienne française le reflet de son identité par la reproduction dramatisée de sa réalité. Il associe à son projet un architecte, Albert Sincennes, et un photographe, A. Racette. Le bâtiment doit contenir mille places mais les promoteurs ont vu trop grand.
Le projet est rapidement repris par Georges Gauvreau, un restaurateur voisin, visionnaire et cultivé. Avec le comédien Paul Cazeneuve, il adapte en français pour le public montréalais les grands succès de Broadway de l'époque. Par la suite, le Théâtre National Français propose aussi des productions originales consacrées à Montcalm, Jos Montferrand, De Lorimier, etc.
Il est remplacé en 1918 par Paul Gury mais c'est surtout sous la direction de Rose Ouellette « La Poune » entre 1936 et 1953 que le théâtre connaît ses plus belles années en attirant les vedettes du burlesque francophone montréalais. Pendant 17 ans, la foule se presse pour voir les revues montées par « La Poune ». Tous les grands acteurs de burlesque de cette génération y ont joué : Juliette Petrie, Arthur Petrie, Manda Parent, Hector Pellerin, Georges Leduc, Simone Roberval, Paul Desmarteaux, Juliette Huot, Olivier Guimond fils et d'Olivier Guimond, père, Paul Hébert et un peu plus tard Pierre Thériault, Jacques Normand, Lucie Mitchell, Léo Rivest et bien d'autres.
Devant la concurrence de la télévision, Rose Ouellette quitte le Théâtre National en 1953, qui devient tout à tour cinéma de quartier, cinéma chinois puis cinéma gay dans les années 1960-1980. Depuis 2006 la salle, rebaptisée Le National, propose des concerts rock et de chanson francophone.

## Sources et liens externes
- (fr) Bulletin du Centre d'histoire de Montréal no 39
- (fr) Site web des théâtres La Tulipe et Le National